# Ric Grech
Ric Grech, vlastním jménem Richard Roman Grechko (1. listopadu 1946 Bordeaux – 17. března 1990), byl všestranný, uznávaný a vyhledávaný britský rockový hudebník.
Ric Grech se narodil v Bordeaux ve Francii, v rodině ukrajinského emigranta. Slávu získal ve Velké Británii jako hráč na baskytaru v progressive rockové skupině Family.
Grech se ke skupině připojil v roce 1965, kdy se ještě skupina jmenovala Farinas. Nahradil tehdy baskytaristu Tima Kirchina. Family vydali svůj první singl „Scene Through The Eye of a Lens“ v září 1967 u společnosti Liberty ve Velké Británii. Skupina Family vydala své první album Music in a Doll's House v roce 1968. Album bylo undergroundovým hitem a zviditelnilo skladatelské talenty Rogera Chapmana a Johna "Charlie" Whitneyho, Chapmanův pronikavý hlas, ale i Grechovu perfektní basovou hru zejména ve skladbách "Old Songs New Songs" a "See Through Windows", společně s mistrnou hrou na cello a housle.
Druhé albumm skupiny Family, Family Entertainment vydané v únoru 1969, bylo pro Ric Greche velmi významné. Kromě excelentní hry na basu a violu v písni "The Weaver's Answer", napsal pro toto album tři další písně: "How-Hi-The-Li", "Face In the Cloud", a "Second Generation Woman". Poslední z nich vyšla ve Velké Británii jako singl v listopadu 1968.
Na jaře roku 1969, založili bývalý kytarista skupiny Cream, Eric Clapton a bývalý člen skupiny Traffic, Steve Winwood superskupinu Blind Faith. Protože potřebovali baskytaristu, okamžitě se rozhodli pro Greche, kterého znali z dob, kdy Clapton byl u John Mayall's Bluesbreakers a Winwood u Spencer Davis Group. Grech však byl k Family vázán smlouvou a musel s nimi nastoupit na americké turné se skupinou Ten Years After. Grech souhlasil, že na turné bude, dokud si Family nenajdou náhradu.
Když se vrátil z turné do Anglie, nahrál Grech společně s Claptonem, Winwoodem a bubeníkem Gingerem Bakerem první album skupiny Blind Faith. Toto stejnojmenné album bylo kritiky označeno za zklamání, ale fanoušky Cream a Traffic v USA bylo přijato velmi dobře. Clapton nebyl spokojen s kvalitou hudby a vystoupení a vyhlásil konec skupiny. Grech a Winwood zůstali s Bakerem a založili Ginger Baker's Air Force, úžasnou superskupinu, ve které byli i kytarista Denny Laine (ex-Moody Blues), saxofonista a flétnista Chris Wood (ex-Traffic) a několik dalších hudebníků. Skupina se však brzy rozpadla a Winwood znovu založil Traffic s dvěma původními členy Woodem a Jimem Capaldim, Grech je doplnil jako baskytarista.
Ric Grech zemřel v roce 1990 na selhání jater a ledvin ve věku 43 let.